# Parc national de Babia Góra
Le parc national de Babia Góra (en polonais : Babiogórski Park Narodowy) est une aire protégée située dans le Sud de la Pologne, dans la région de voïvodie de Petite-Pologne. Le parc s'étend sur 33,91 km2, il a le statut de parc national depuis sa création, en 1955.
Il fait également partie du réseau Natura 2000, et il est classé réserve de biosphère par l'Unesco depuis 1976. C'est une aire protégée de catégorie II selon le classement de l'Union internationale pour la conservation de la nature (UICN).

## Description
Le parc est situé près de la frontière slovaque, dans le massif des Beskides qui fait partie des Carpates occidentales. L'un des plus hauts sommets, le Babia Góra, a donné son nom au parc. Les forêts occupent 31,98 km², soit presque la totalité du parc. Le parc comprend le nord et une partie du côté sud du massif de Babia Góra, dont le sommet principal (également connu sous le nom de Diablak) est le point culminant de la chaîne des Beskides avec 1 725 mètres.
La faune comprend 105 espèces d’oiseaux (dont des pics et des hiboux grands-ducs) et des grands mammifères tels que les cerfs, les lynx, les loups et les ours. Certains insectes, en particulier les coléoptères, sont endémiques à la région.

## Galerie

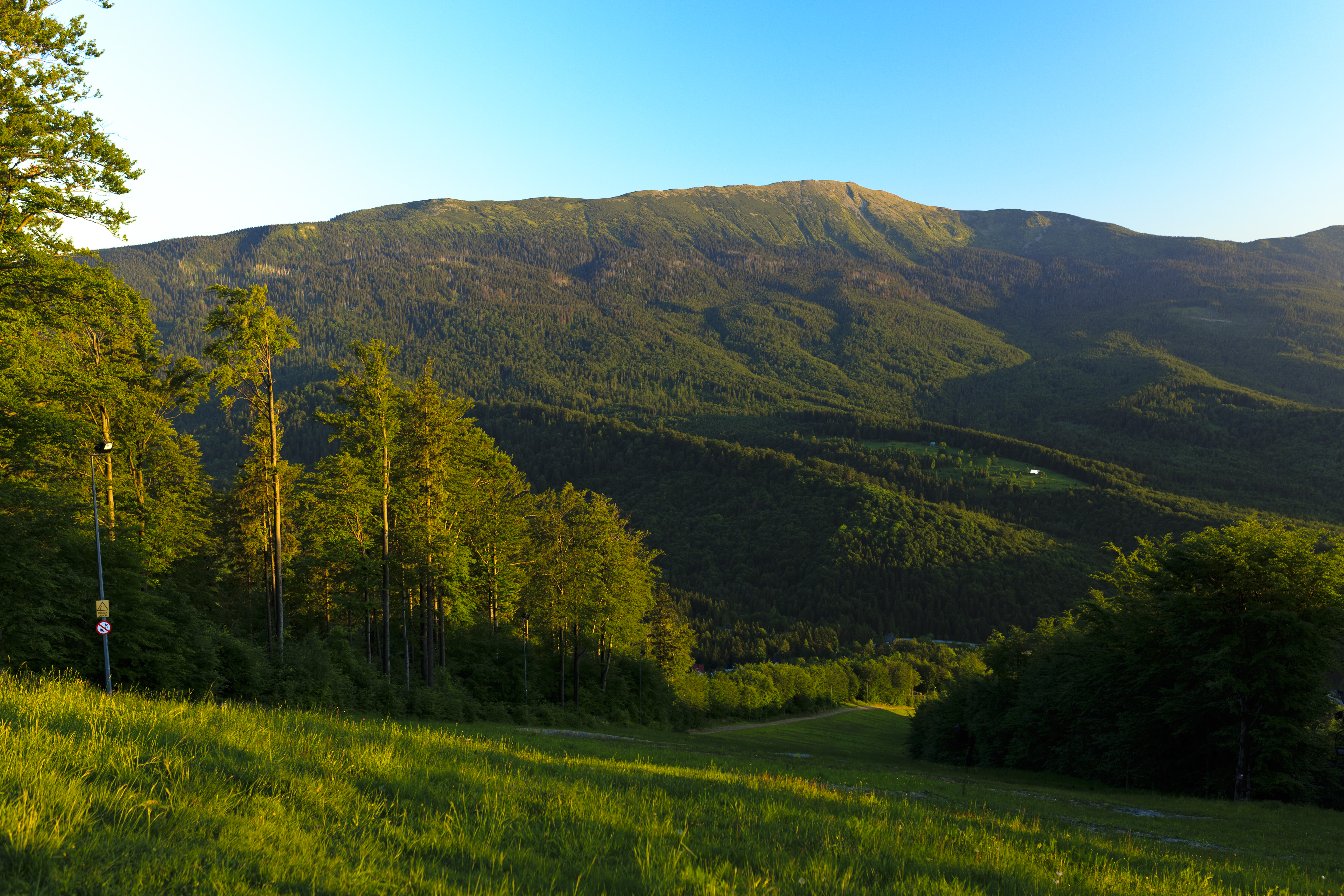
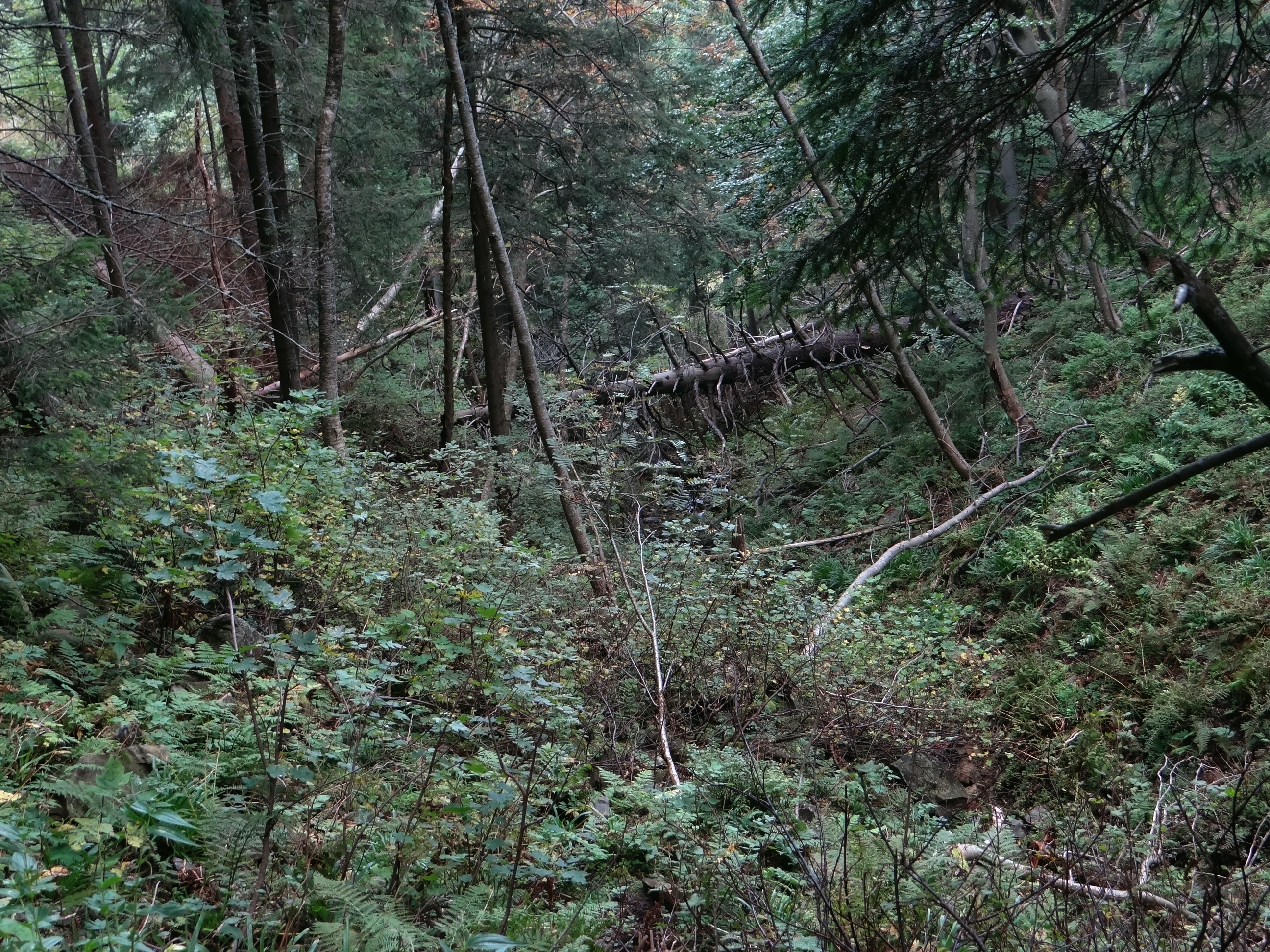
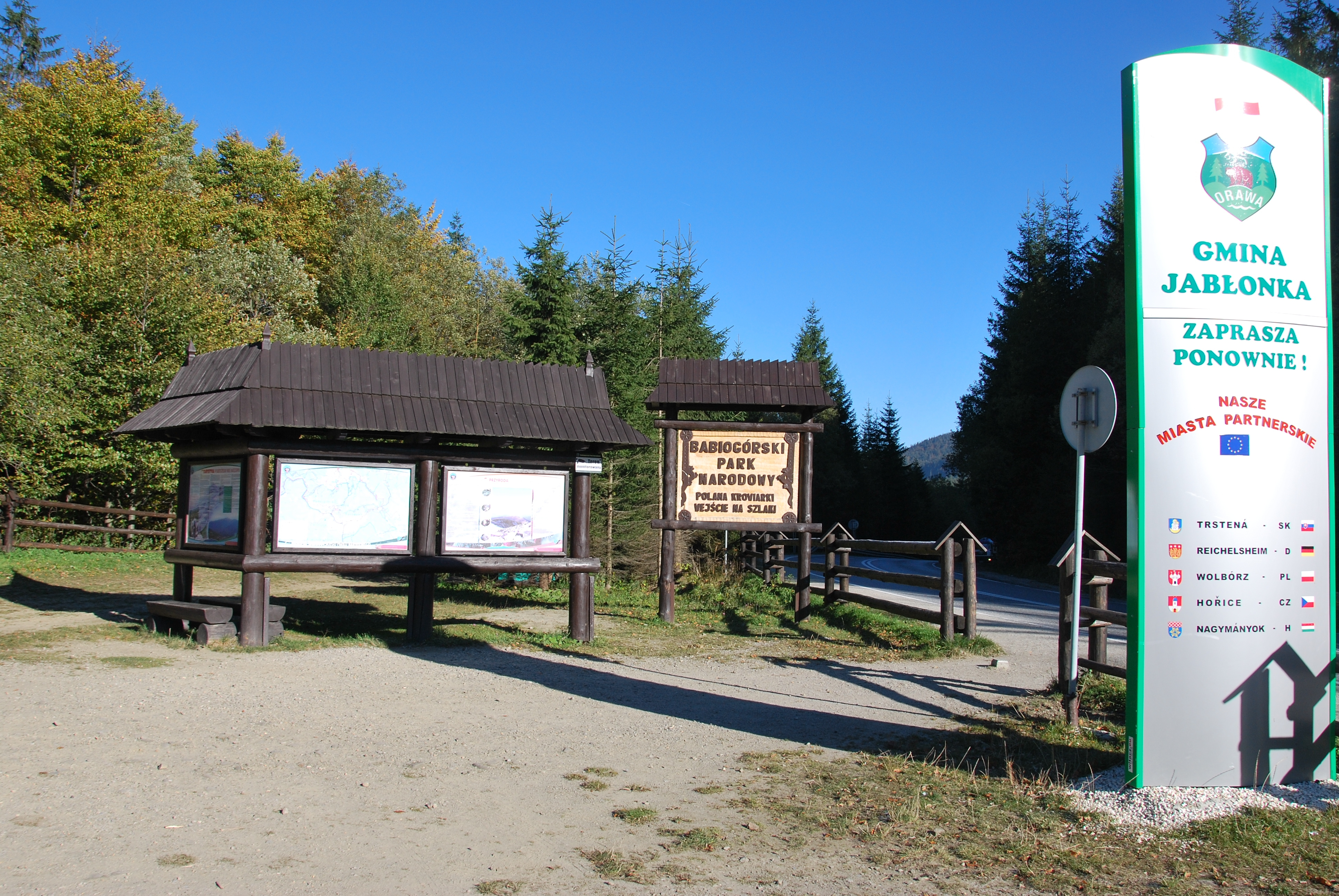
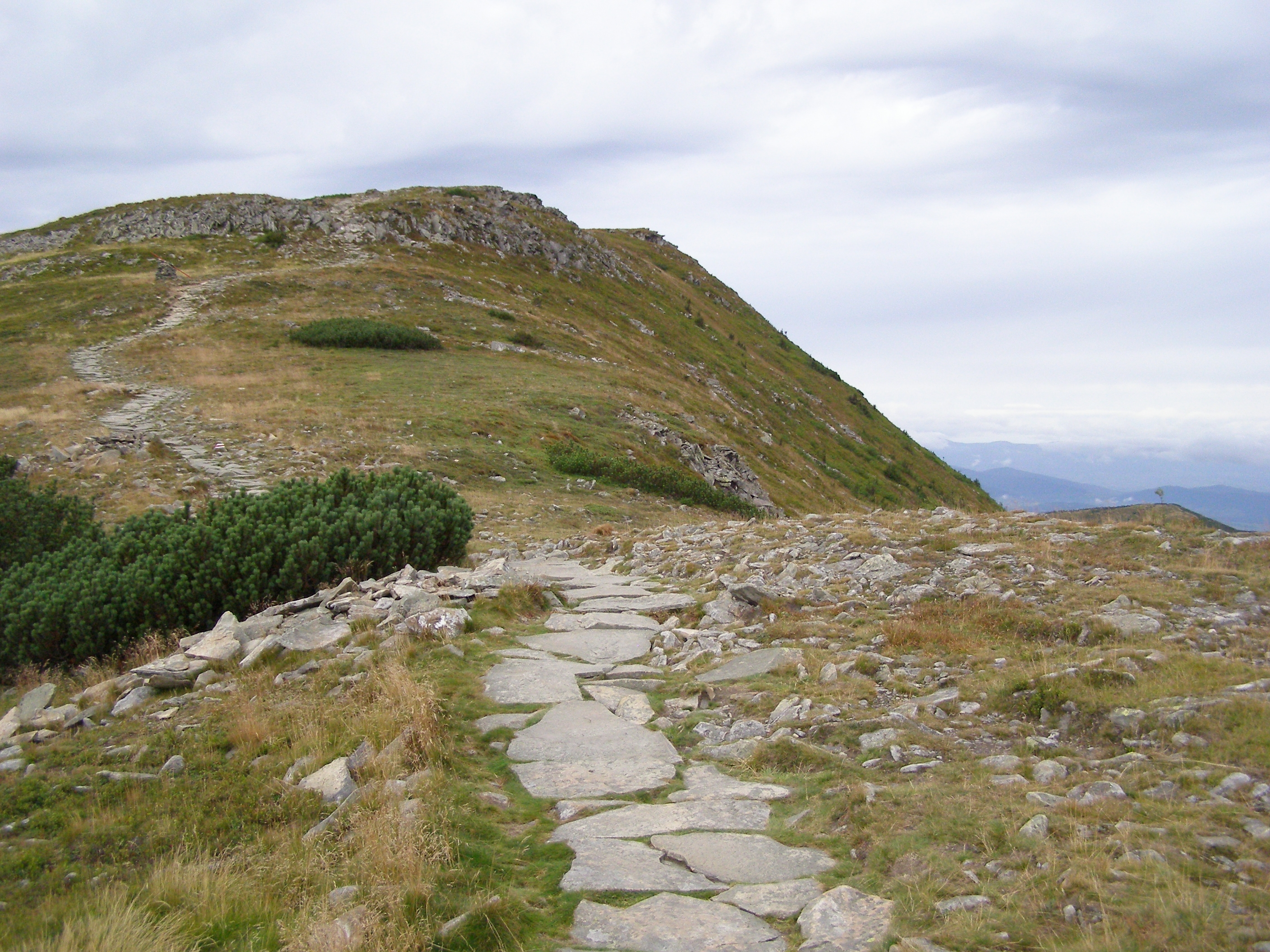
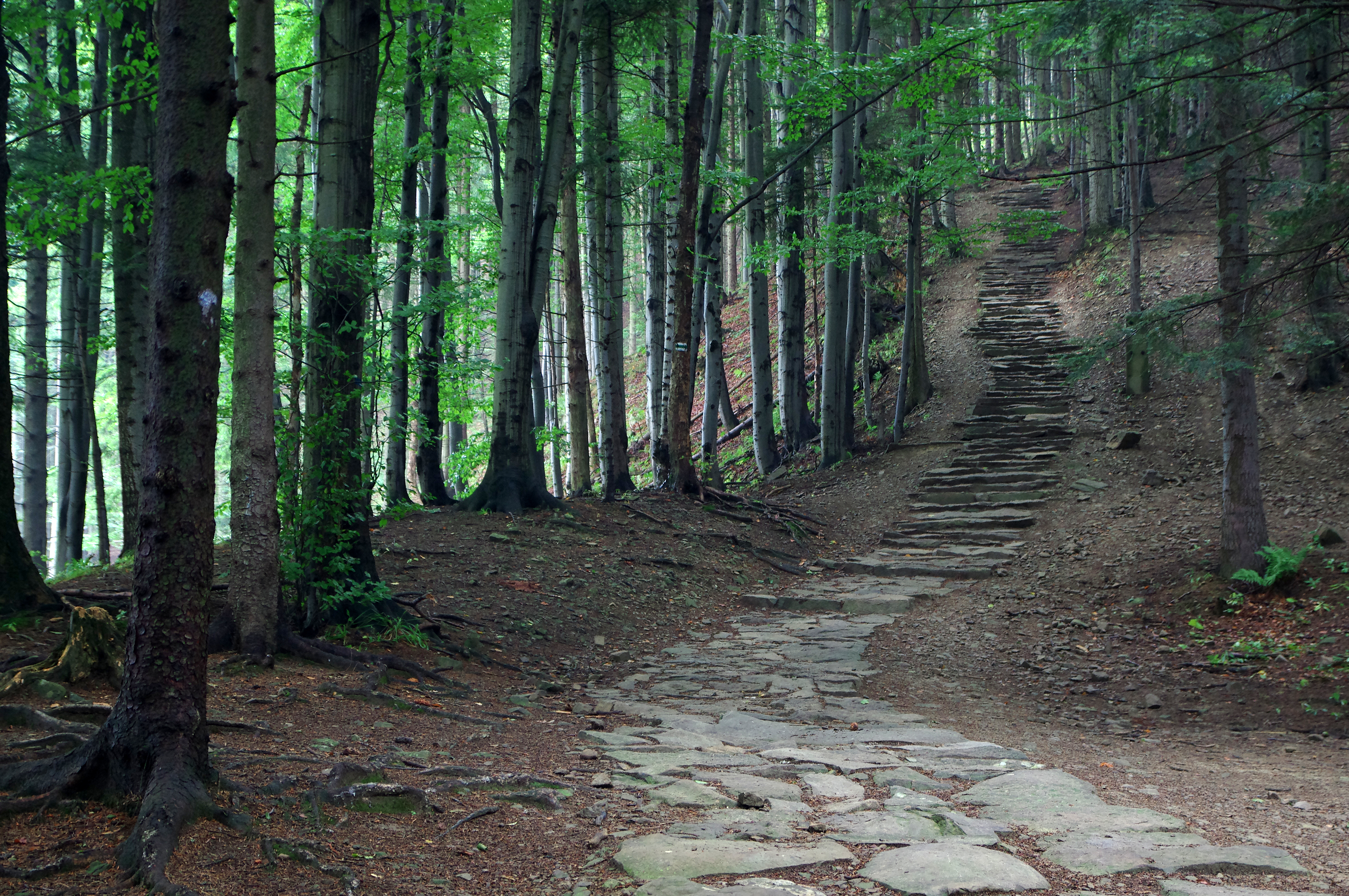
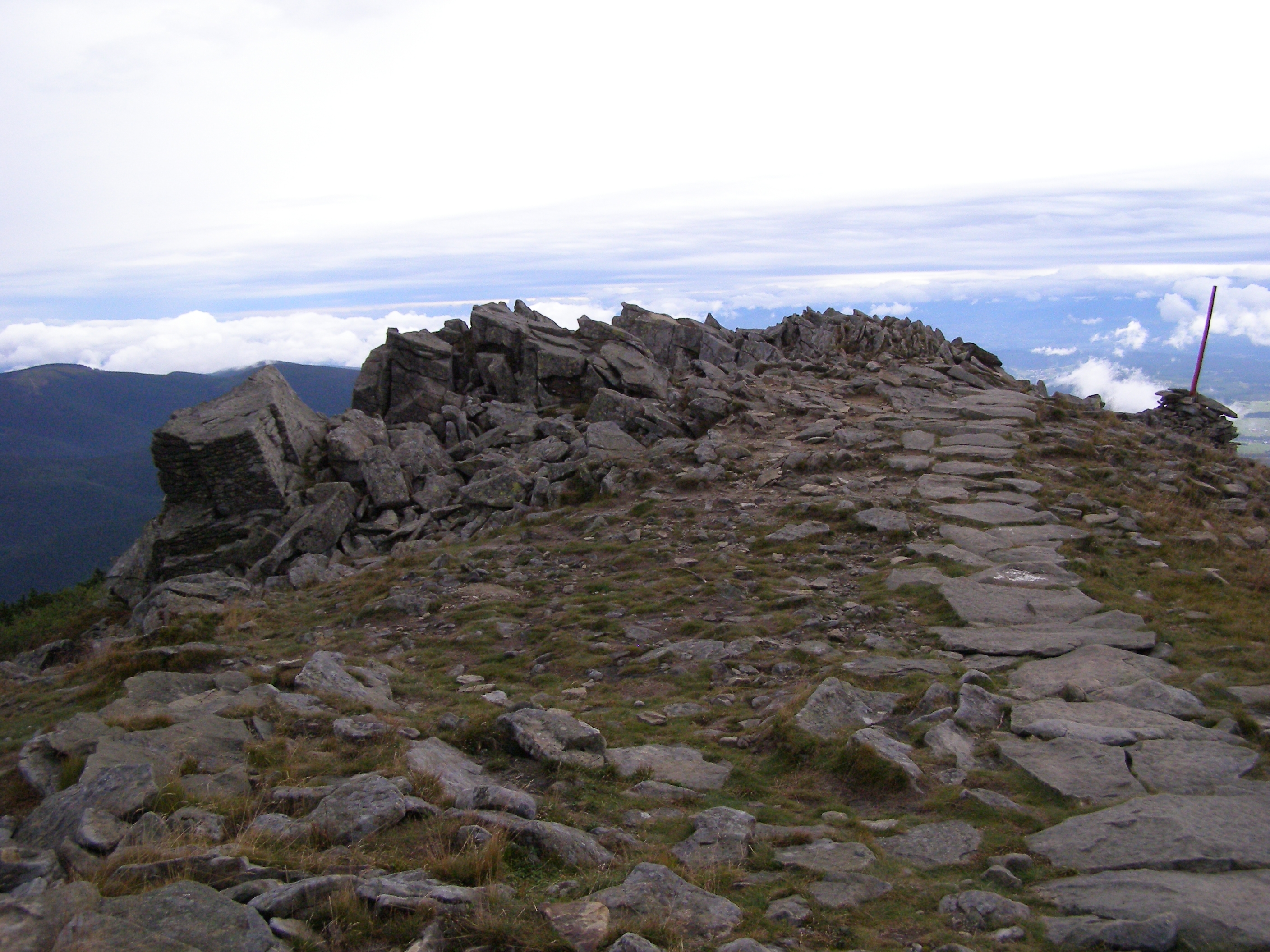